# Рочела Валдемоне
Рочѐла Валдѐмоне (на италиански: Roccella Valdemone; на сицилиански: Ruccella Vaddemuni, Ручела Вадемуни) е село и община в Южна Италия, провинция Месина, автономен регион и остров Сицилия. Разположено е на 812 m надморска височина. Населението на общината е 714 души (към 2011 г.).